# Peter Wirz (Künstler)

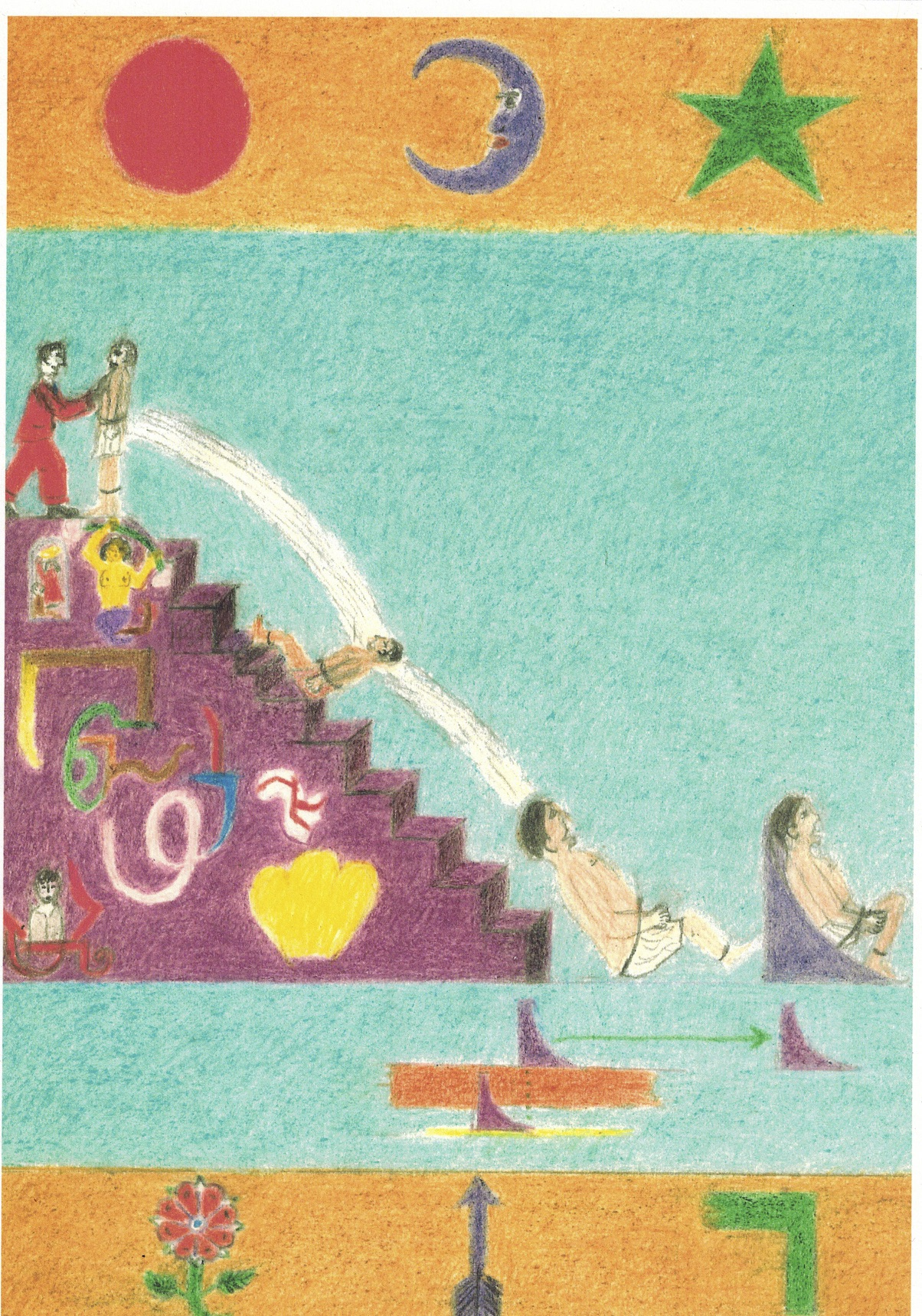
Die Todestreppe

Peter Wirz (geb. 10. März 1915 in Zürich; gest. 27. März 2000 in Basel) war ein Schweizer Art-brut-Künstler, der als Gärtnergehilfe arbeitete.

## Leben
Peter Paul Wirz entstammte einer angesehenen Baselbieter Familie. Diese war Ende des 19. Jahrhunderts in Moskau durch Bandfabrikation reich geworden und noch vor der Russischen Revolution in die Schweiz zurückgekehrt. Sein Vater war der Ethnologe und Sammler Paul Wirz (1892–1955), seine Mutter Elisabeth Wirz (1878–1929) eine Pfarrerstochter aus dem Baselbiet. Sein Halbbruder ist Dadi Wirz.
Um Forschungen in Neuguinea nachzugehen, überliessen die Eltern den Sohn Verwandten der Mutter, die ihn streng pietistisch erzogen. Nach abgebrochener Schule und dem gescheiterten Versuch einer Grafikerlehre schickte ihn der Vater als Knecht auf einen Bauernhof, in ein Heim für schwererziehbare Jugendliche und schliesslich in eine Gärtnerlehre. In einem psychiatrischen Gutachten als «debiler Psychopath» eingestuft, wurde Wirz 1938 entmündigt. Ende der 1940er Jahre durchlitt er eine schizophrene Psychose, wurde in der Basler Anstalt Friedmatt interniert und 1950 der Kastration zugeführt. Nach der Entlassung arbeitete er als Gärtnergehilfe in einer sozialen Einrichtung, wohnte in von der Familie angemieteten Privatzimmern und zog 1973 in ein betreutes Wohnheim. Er starb 2000.

## Künstlerische Tätigkeit
Von Ende der 1940er bis Mitte der 1970er Jahre schuf Wirz als Autodidakt im Verborgenen ein umfangreiches zeichnerisches Werk: Farbstiftzeichnungen im A4-Format mitsamt erläuternden Texten. Die erlittenen seelischen und körperlichen Misshandlungen, aber auch die Gräuel seiner Epoche übersetzte er in symbolisch-surreale Tableaus. Für diese erfand er einen eigenen, aus der christlich-abendländischen Heraldik abgeleiteten Stil. Der genaue Umfang des Werks ist nicht bekannt, da vieles durch die unsteten Lebensumstände von Wirz verlorengegangen sein dürfte. Erhalten sind 700 Zeichnungen, die der Basler Künstler Dadi Wirz, sein Halbbruder, seit den 1970er Jahren gesammelt und vereinzelt in Gruppenausstellungen von Art Brut untergebracht hat. 2020 erschien die Monografie Wirziana. Die andere Welt des Peter Wirz des Basler Autors Andres Müry, eines Neffen des Künstlers. Das Open Art Museum St. Gallen (vorher: Museum im Lagerhaus) richtete Wirz 2023 die Ausstellung Der Kontinent Wirziana aus und ist seitdem durch eine Schenkung von Dadi Wirz im Besitz von 80 Zeichnungen.